# رأس عجوزة
رأس عجوزة، عبارة عن لسان من اليابس من دولة الكويت ممتد في البحر ويطل على الخليج العربي. وتقع فيه كل من أبراج الكويت وآكوا بارك ضمن نطاق رأس عجوزة.